# Argyll Turbo Cars

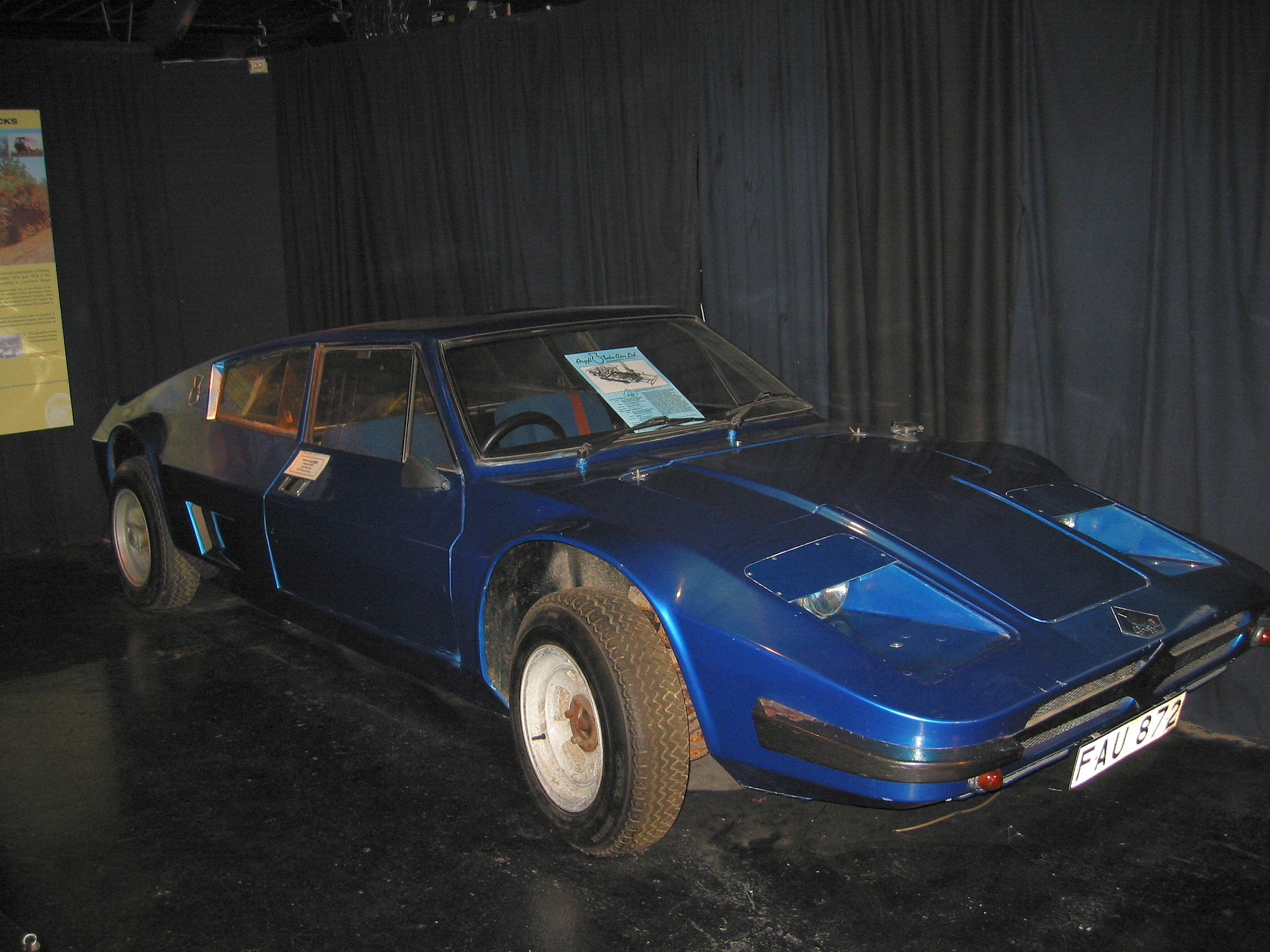
Argyll von 1978

Argyll Turbo Cars Limited war ein britischer Hersteller von Automobilen.

## Unternehmensgeschichte
Der Rennfahrer Bob Henderson, der bereits in seinem Unternehmen Minnow Fish Carburettors Vergaser herstellte, gründete 1976 das Unternehmen in Lochgilphead in der schottischen Region Strathclyde, das zuvor zur Verwaltungsgrafschaft Argyll gehörte. Er begann mit der Produktion von Automobilen. Der Markenname lautete Argyll. Etwa Mitte der 1990er Jahre endete die Produktion.

## Fahrzeuge
Im Angebot stand nur ein Modell. Die Basis bildete ein selbst entwickeltes Fahrgestell; laut einer Quelle ein Rohrrahmen. Die Einzelradaufhängung kam vom Triumph 2500. Der Motor war quer hinter den Sitzen in Mittelmotorbauweise montiert und trieb die Hinterachse an. Zur Wahl standen zunächst ein Vierzylindermotor von Saab und ein V8-Motor von Rover. In beiden Fällen sorgte ein Turbolader für mehr Leistung. Die Höchstgeschwindigkeit war mit 209 km/h für die Ausführung mit Saab-Motor und mit 275 km/h für die Variante mit Rover-Motor angegeben. Später war auch der PRV-Motor mit sechs Zylindern erhältlich. Eine andere Quelle nennt zusätzlich einen Motor von Lancia mit 2000 cm³ Hubraum und einen V6-Motor von Rover mit 2600 cm³ Hubraum. Das Fünfganggetriebe kam von ZF. Die Coupé-Karosserie bot Platz für 2 + 2 Personen.
Das Auktionshaus  H&H Classics Limited bot am 10. Juni 2009 ein Fahrzeug auf einer Auktion an, verkaufte es allerdings nicht.